# Massís del Mont Blanc
El massís del Mont Blanc és el grup de muntanyes culminant dels Alps, amb molts cims de més de 4000 msnm. Se situa al grup anomenat Alps de Graies, (italià: Alpi Graie; francès: Alpes Grées) als Alps Occidentals.
El seu cim més alt, i que dona nom al massís, és el Mont Blanc (italià: Monte Bianco) què té una altitud oficial de 4808 metres, i és el més alt de l'Europa Occidental. La seva altitud canvia en funció de la variació de l'acumulació de neu al cim. El setembre del 2007 es van mesurar 4.810,90 metres mentre que el maig del 2004 es van mesurar 4.792 a nivell de la roca del cim.
La divisòria d'aigües de la carena principal és fronterera entre França i Itàlia, encara que s'aprecien petites diferències segons les fonts cartogràfiques, ja que els mapes francesos inclouen tot el cim del Mont Blanc dins de les pròpies fronteres, mentre que els mapes italians el declaren compartit.
Està travessat pel túnel del Mont-Blanc, entre Chamonix a la vall de l'Arve i Courmayeur a la vall d'Aosta.
Geològicament es va formar durant l'orogènesi alpina. L'estructura de tot el massís és granítica i de formació relativament recent, més que la dels Pirineus, motiu pel qual encara conserva una morfologia més abrupta, no tan castigada per l'erosió.
Segons la SOIUSA, el massís del Mont Blanc es classifica:
- Gran part alpina: Alps occidentals
- Gran sector alpí: Alps del nord-oest
- Secció alpina: Alps de Graies
- Subsecció alpina: Alps del Mont Blanc
- Supergrup alpí: Massís del Mont Blanc

## Cims
Els principals cims del massís del Mont Blanc són:
| Nom                                      | Altura (metres) | Altura (peus) |
| ---------------------------------------- | --------------- | ------------- |
| Mont Blanc                               | 4,810.45        | 15,782        |
| Mont Blanc de Courmayeur                 | 4,748           | 15,577        |
| Mont Maudit                              | 4,465           | 14,648        |
| Picco Luigi Amedeo                       | 4,460           | 14,633        |
| Dôme du Goûter                           | 4,304           | 14,121        |
| Mont Blanc du Tacul                      | 4,248           | 13,937        |
| Grand Pilier d'Angle                     | 4,243           | 13,921        |
| Grandes Jorasses                         | 4,208           | 13,806        |
| Aiguille Verte                           | 4,122           | 13,523        |
| Aiguille Blanche de Peuterey             | 4,112           | 13,491        |
| Mont Brouillard                          | 4,069           | 13,350        |
| Aiguille de Bionnassay                   | 4,066           | 13,341        |
| Pic Eccles                               | 4,041           | 13,258        |
| Dôme de Rochefort                        | 4,015           | 13,173        |
| Dent du Géant                            | 4,013           | 13,166        |
| Aiguille de Rochefort                    | 4,001           | 13,127        |
| Les Droites                              | 4,000           | 13,123        |
| Aiguille de Tré-la-Tête                  | 3,930           | 12,894        |
| Aiguille d'Argentière                    | 3,901           | 12,802        |
| Aiguille de Triolet                      | 3,870           | 12,697        |
| Aiguille du Midi                         | 3,843           | 12,609        |
| Tour Noir                                | 3,836           | 12,586        |
| Aiguille des Glaciers                    | 3,834           | 12,579        |
| Mont Dolent                              | 3,823           | 12,543        |
| Aiguille du Chardonnet                   | 3,822           | 12,540        |
| Aiguille Noire de Peuterey               | 3,773           | 12,379        |
| Aiguille du Dru                          | 3,754           | 12,316        |
| Punta Innominata                         | 3,732           | 12,244        |
| Dômes de Miage                           | 3,688           | 12,100        |
| Aiguille du Plan                         | 3,673           | 12,051        |
| Aiguille du Tour                         | 3,540           | 11,615        |
| Aiguilles Dorées                         | 3,519           | 11,545        |
| Grand Darray                             | 3,514           | 11,529        |
| Grande Lui                               | 3,509           | 11,512        |
| Aiguille du Grépon                       | 3,502           | 11,489        |
| Punta Helbronner                         | 3,462           | 11,358        |
| Aiguille des Grands Charmoz              | 3,445           | 11,302        |
| Le Portalet                              | 3,344           | 10,971        |
| Pointe d'Orny                            | 3,274           | 10,742        |
| Mont Favre                               | 3,259           | 10,693        |
| Tita Neire                               | 3,175           | 10,417        |
| Grande Pointe des Planereuses            | 3,151           | 10,338        |
| Pointe de Léchaud                        | 3,127           | 10,260        |
| Mont Buet                                | 3,109           | 10,201        |
| Pointe des Plines                        | 3,057           | 10,030        |
| Pic de Tenneverge                        | 2,982           | 9,784         |
| Aiguille du Belvédère (Aiguilles Rouges) | 2,966           | 9,731         |
| Le Génépi                                | 2,884           | 9,462         |
| Crammont                                 | 2,737           | 8,980         |
| Pointe des Fours                         | 2,719           | 8,921         |
| Pointe du Colloney                       | 2,692           | 8,832         |
| Pointe Ronde                             | 2,655           | 8,711         |
| Catogne                                  | 2,599           | 8,527         |
| Mont Joly                                | 2,527           | 8,291         |
| Brevent                                  | 2,525           | 8,284         |
| Pointe de Sales                          | 2,494           | 8,183         |
| Aiguille de Varan                        | 2,488           | 8,163         |
| Mont Chetif                              | 2,343           | 7,687         |
| La Breya                                 | 2,194           | 7,198         |

## Glaceres
Les glaceres més grans:
- Mer de Glace
- Glacera Trient
- Glacera de Saleina
- Glacera des Bossons
- Glacera del Miage
- Glacera de Taconnaz

## Coll i passos de muntanya
Els principals coll i passosdel massís del Mont Blanc són:
| nom                     | localització                              | tipus             | altura (m/ft) | altura (m/ft) |
| ----------------------- | ----------------------------------------- | ----------------- | ------------- | ------------- |
| Coll de la Brenva       | Courmayeur a Chamonix                     | neu               | 4,333         | 14,217        |
| Coll de Triolet         | Chamonix a Courmayeur                     | neu               | 3,691         | 12,110        |
| Coll d'Argentière       | Chamonix a Orsières                       | neu               | 3,516         | 11,536        |
| Coll de Talefre         | Chamonix a Courmayeur                     | neu               | 3,484         | 11,430        |
| Coll de Miage           | Les Contamines a Courmayeur               | neu               | 3,376         | 11,077        |
| Coll del Géant          | Chamonix a Courmayeur                     | neu               | 3,371         | 11,060        |
| Coll du Chardonnet      | Chamonix a Orsières                       | neu               | 3,325         | 10,909        |
| Coll du Tour            | Chamonix a Orsières                       | neu               | 3,280         | 10,762        |
| Fenetre de Saleina      | Glacera de Saleina a la glacera de Trient | neu               | 3,264         | 10,709        |
| Coll de Breuil          | Bourg-Saint-Maurice a La Thuile           | neu               | 2,879         | 9,446         |
| Coll du Mont Tondu      | Les Contamines a Courmayeur               | neu               | 2,590         | 8,498         |
| Coll Ferret             | Courmayeur a Orsières                     | camí de ferradura | 2,533         | 8,311         |
| Coll de la Seigne       | Les Chapieux a Courmayeur                 | camí de ferradura | 2,512         | 8,242         |
| Coll de Susanfe         | Champéry a Salvan                         | camí              | 2,500         | 8,202         |
| Coll del Bonhomme       | Contamines a Les Chapieux                 | camí de ferradura | 2,483         | 8,147         |
| Coll de Sageroux        | Sixt a Champéry                           | camí              | 2,413         | 7,917         |
| Coll d'Anterne          | Sixt a Servoz                             | camí de ferradura | 2,263         | 7,425         |
| Coll de Balme           | Chamonix a la vall de Trient              | camí de ferradura | 2,201         | 7,221         |
| Petit Sant Bernat       | Aosta a Moûtiers                          | carretera         | 2,188         | 7,179         |
| Coll Checrouit          | Courmayeur al llac de Combal              | camí de ferradura | 1,960         | 6,431         |
| Coll de Voza            | Chamonix a Les Contamines                 | camí de ferradura | 1,675         | 5,496         |
| Coll de la Forclaz (F)  | Chamonix a Saint-Gervais                  | camí de ferradura | 1,556         | 5,105         |
| Coll de la Forclaz (CH) | Argentière a Martigny                     | carretera         | 1,520         | 4,987         |